# San Martín de Porres, Santa María Chilchotla
San Martín de Porres är en ort i Mexiko.   Den ligger i kommunen Santa María Chilchotla och delstaten Oaxaca, i den sydöstra delen av landet, 280 km sydost om huvudstaden Mexico City. San Martín de Porres ligger 1 191 meter över havet och antalet invånare är 390.
Terrängen runt San Martín de Porres är bergig åt nordväst, men åt sydost är den kuperad. Runt San Martín de Porres är det ganska tätbefolkat, med 139 invånare per kvadratkilometer. Närmaste större samhälle är Huautla de Jiménez, 16,7 km söder om San Martín de Porres. I omgivningarna runt San Martín de Porres växer i huvudsak städsegrön lövskog.